# Carfedon

Carfedon

Carfedon (ook carphedon), IUPAC naam (RS)-2-(4-fenyl-2-oxopyrrolidin-1-yl)acetamide ({\displaystyle {\ce {C12H14N2O2}}}), is een synthetisch stimulerend middel, dat in Rusland ontwikkeld werd als noötropicum voor gebruik door militairen en sportlui. Het middel bevordert het uithoudingsvermogen en versterkt de tolerantie tegen kou. Om deze redenen staat het middel op de lijst van verboden doping-substanties van internationale sportorganisaties zoals het IOC en UEFA. Het middel zou ook geheugenverlies tegengaan en celopbouwend zijn.
Atleten die positief testten op carfedon waren onder meer de Duitse wielrenner Danilo Hondo in 2005 en de Russische biatlete Olga Pyleva op de Olympische Winterspelen 2006 in Turijn.